# Flugplatz Lumbo

i7
i11
i13

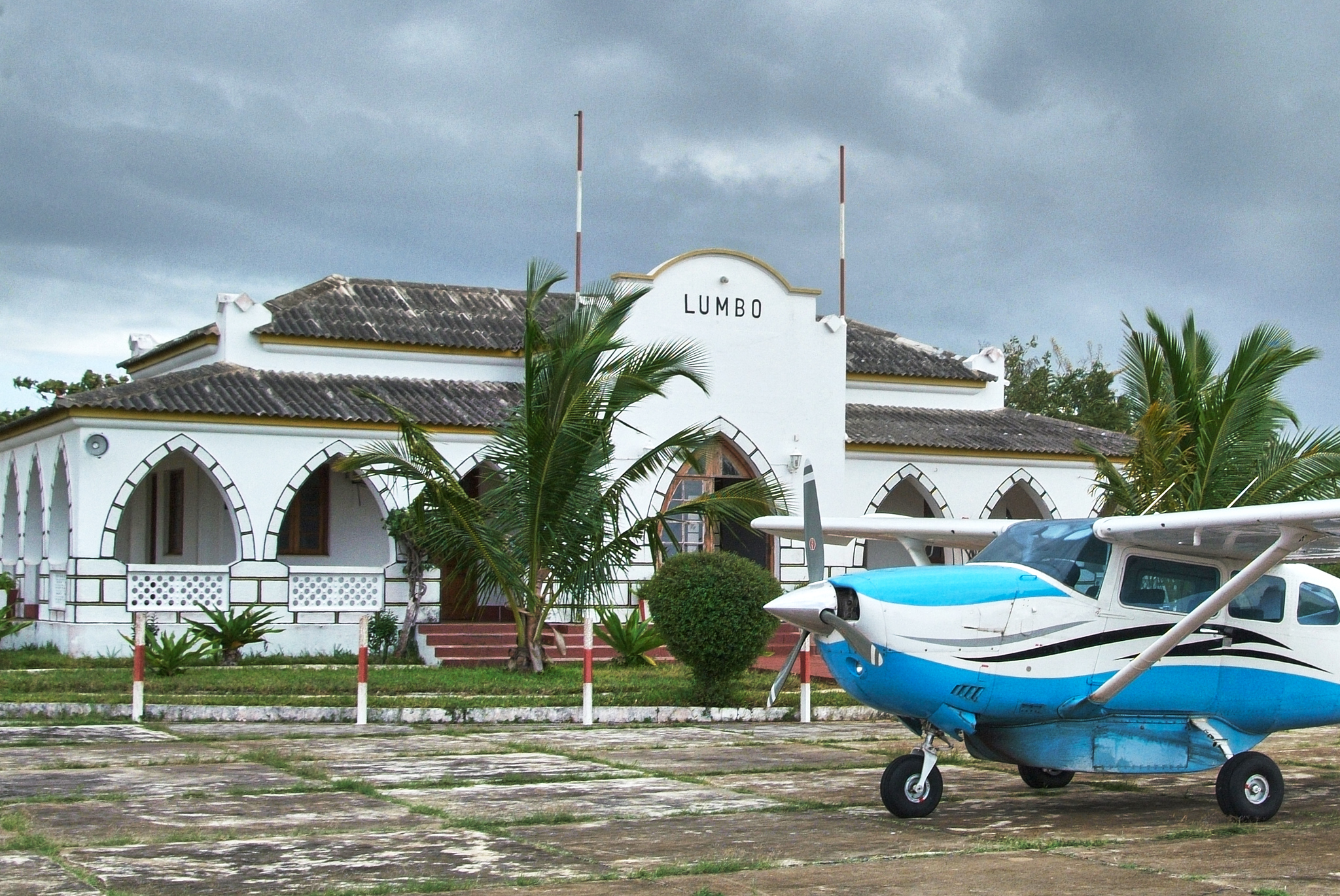
Terminal

Der Flugplatz Lumbo (IATA-Code: LFB, ICAO-Code: FQLU) ist ein ziviler öffentlicher Flugplatz in der Nähe von Lumbo, Mosambik.
Er verfügt über eine asphaltierte Start- und Landebahn (01/19) mit einer Länge von 1500 m und einer Breite von 30 m ohne Instrumentenlandesystem.